# مغناطيسية الصخور

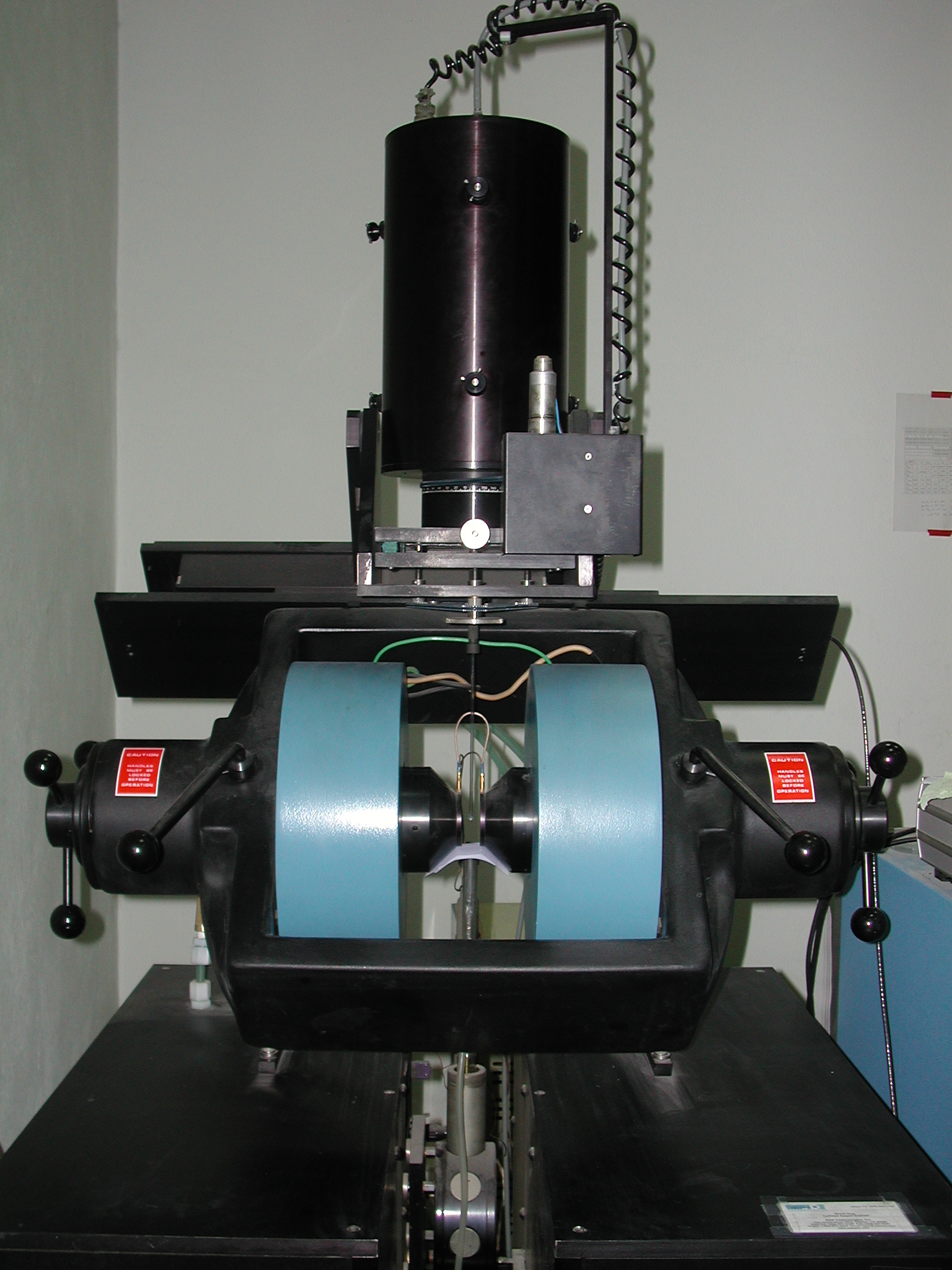
مقياس مغناطيسي للعينة الاهتزازية، أداة مستخدمة على نطاق واسع لقياس التباطؤ المغناطيسي.

مغناطيسية الصخور هي دراسة الخصائص المغناطيسية للصخور والرواسب والتربة. نشأ هذا المجال من الحاجة إلى المغناطيسية القديمة لفهم كيفية تسجيل الصخور للمجال المغناطيسي للأرض. تحمل هذه البقايا المعادن، خاصة بعض المعادن المغناطيسية القوية مثل أكسيد الحديد الأسود (المصدر الرئيسي للمغناطيسية في الحجر). يساعد فهم البقايا المغنطيسية القديمة على تطوير طرق لقياس المجال المغناطيسي القديم وتصحيح التأثيرات مثل ضغط الرواسب وتحولها. تُستخدم الطرق المغناطيسية الصخرية للحصول على صورة أكثر تفصيلاً لمصدر النمط المخطط المميز في الحالات الشاذة المغناطيسية البحرية التي توفر معلومات مهمة عن الصفائح التكتونية. كما أنها تستخدم لتفسير الانحرافات المغناطيسية الأرضية في المسوحات المغناطيسية بالإضافة إلى المغناطيسية القشرية القوية على سطح المريخ.
تتمتع المعادن المغناطيسية القوية بخصائص تعتمد على الحجم والشكل والبنية الخاطئة وتركيز المعادن في الصخر. توفر المغناطيسية الصخرية طرقًا غير مدمرة لتحليل هذه المعادن مثل قياسات التباطؤ المغناطيسي، وقياسات البقايا المعتمدة على درجة الحرارة، والتحليل الطيفي لموسباور، والرنين المغناطيسي، وما إلى ذلك. باستخدام هذه الأساليب، يمكن لمغناطيس الصخور قياس تأثيرات تغير المناخ في الماضي وتأثيرات الإنسان على علم المعادن. في الرواسب، يتم نقل الكثير من البقايا المغناطيسية بواسطة المعادن التي تم إنشاؤها بواسطة البكتيريا المغناطيسية، لذلك قدم مغنطيس الصخور مساهمات كبيرة في المغناطيسية الحيوية.

## التاريخ
حتى القرن العشرين، تم تطوير دراسة مجال الأرض (المغناطيسية الأرضية والمغناطيسية القديمة) والمواد المغناطيسية (خاصة المغناطيسية الحديدية) بشكل منفصل.
بدأت مغناطيسية الصخورعندما جمع العلماء الحقلين معًا في المختبر. قام (كوينيجسبيرجر) (1938) بالتحقيق في أصل البقايا في الصخور النارية. عن طريق تسخين الصخور والمواد الأثرية إلى درجات حرارة عالية في مجال مغناطيسي، أعطى المواد مغنطة حرارية، وقام بفحص خصائص هذا المغناطيس. عمل على تطويرسلسلة من الشروط (قوانين ثيلر) التي، إذا تم الوفاء بها، ستسمح بتحديد شدة المجال المغناطيسي القديم باستخدام طريقة ثيلر. في عام 1949، طور لويس نيل نظرية تشرح هذه الملاحظات، وأظهرت أن قوانين ثيلر كانت مُرضية بأنواع معينة من المغناطيسات أحادية المجال، وقدمت مفهوم حجب مغناطيسي.
عندما قدم العمل المغنطيسي القديم في الخمسينيات دعمًا لنظرية الانجراف القاري، سارع المتشككون في التساؤل عما إذا كانت الصخور يمكن أن تحمل بقايا مستقرة للأعمار الجيولوجية. تمكن علماء المغناطيس الصخري من إظهار أن الصخور يمكن أن تحتوي على أكثر من مكون واحد من البقايا، بعضها ناعم (يمكن إزالته بسهولة) وبعضها مستقر للغاية. للوصول إلى الجزء المستقر، أخذوا «تنظيف» العينات عن طريق تسخينها أو تعريضها لحقل بديل. ومع ذلك، فإن الأحداث اللاحقة، لا سيما الاعتراف بأن العديد من صخور أمريكا الشمالية قد تم إعادة مغنطتها على نطاق واسع في حقب الحياة القديمة، أظهرت أن خطوة تنظيف واحدة كانت غير كافية، وبدأ علماء المغنطيسية القديمة في استخدام إزالة المغناطيسية المتدرجة بشكل روتيني لإزالة البقايا في أجزاء صغيرة.

## الأساسيات

### أنواع الترتيب المغناطيسي
تعتمد مساهمة المعدن في المغناطيسية الكلية للصخر بقوة على نوع الترتيب أو الاضطراب المغناطيسي. تساهم المعادن المختلة مغناطيسيًا (المغناطيسات المغناطيسية والمغناطيسات) في ضعف المغناطيسية وليس لها أي بقايا. المعادن الأكثر أهمية لمغناطيسية الصخور هي المعادن التي يمكن طلبها مغناطيسيًا، على الأقل في بعض درجات الحرارة. هذه هي المغناطيسات الحديدية والمغناطيسات الحديدية وأنواع معينة من المغناطيسات الحديدية المضادة. هذه المعادن لها استجابة أقوى بكثير للحقل ويمكن أن يكون لها بقايا.

#### نفاذية المغناطيسية
نفاذية المغناطيسية هي استجابة مغناطيسية مشتركة بين جميع المواد. استجابةً لمجال مغناطيسي مطبق، تتحرك الإلكترونات، وبموجب قانون لينز، تعمل هذه الإلكترونات على حماية الجزء الداخلي من الجسم من المجال المغناطيسي. وبالتالي، فإن اللحظة المنتجة تكون في الاتجاه المعاكس للمجال وتكون القابلية للتأثر سالبة. هذا التأثير ضعيف ولكنه مستقل عن درجة الحرارة. تسمى المادة التي تكون استجابتها المغناطيسية الوحيدة هي النفاذية المغناطيسية بقطر مغناطيسي.

#### البارامغناطيسية
البارامغناطيسية هي استجابة إيجابية ضعيفة للحقل المغناطيسي بسبب دوران الإلكترون يدور. تحدث البارامغناطيسية في أنواع معينة من المعادن الحاملة للحديد لأن الحديد يحتوي على إلكترون غير مزدوج في إحدى قذائفها. بعضها مغنطيسي يصل إلى الصفر المطلق وقابليتها للإصابة تتناسب عكسياً مع درجة الحرارة؛ يتم ترتيب البعض الآخر مغناطيسيًا تحت درجة حرارة حرجة وتزداد القابلية للتأثر مع اقترابها من درجة الحرارة هذه.

#### المغناطيسية الحديدية
بشكل جماعي، غالبًا ما يشار إلى المواد المغناطيسية القوية باسم المغناطيسات الحديدية. ومع ذلك، يمكن أن تنشأ هذه المغناطيسية كنتيجة لأكثر من نوع واحد من النظام المغناطيسي. بالمعنى الدقيق للكلمة، تشير المغناطيسية الحديدية إلى الترتيب المغناطيسي حيث يتم محاذاة الدورات الإلكترونية المجاورة بواسطة تفاعل التبادل. المغناطيس الحديدي الكلاسيكي هو الحديد. تحت درجة حرارة حرجة تسمى درجة حرارة كوري، تتمتع المغناطيسات الحديدية بمغنطة تلقائية وهناك تباطؤ في استجابتها لتغير المجال المغناطيسي. والأهم من ذلك بالنسبة لمغناطيسية الصخور، أن لديهم بقايا ، حتى يتمكنوا من تسجيل مجال الأرض.
لا يوجد الحديد على نطاق واسع في شكله النقي. عادة ما يتم دمجها في أكاسيد الحديد والأوكسي هيدروكسيدات والكبريتيدات. في هذه المركبات، لا تكون ذرات الحديد قريبة بدرجة كافية للتبادل المباشر، لذا فهي مقترنة بالتبادل غير المباشر أو التبادل الفائق. والنتيجة هي أن الشبكة البلورية تنقسم إلى شبكتين فرعيتين أو أكثر مع لحظات مختلفة.

#### المغناطيسية المضادة
تحتوي المغناطيسات المغناطيسية المضادة، مثل المغناطيسات الحديدية، على شبكتين فرعيتين مع لحظات متعارضة، لكن اللحظات الآن متساوية في الحجم. إذا تعارضت اللحظات تمامًا، فلن يتبقى للمغناطيس. ومع ذلك، يمكن إمالة اللحظات (التذبذب الدوراني)، مما ينتج عنه لحظة بزوايا قائمة تقريبًا لحظات الشبكات الفرعية. الهيماتيت لديه هذا النوع من المغناطيسية.

## أنواع البقية
غالبًا ما يتم التعرف على البقايا المغناطيسية بنوع معين من البقايا التي يتم الحصول عليها بعد تعريض مغناطيس لحقل في درجة حرارة الغرفة. ومع ذلك، فإن مجال الأرض ليس كبيرًا، وهذا النوع من البقايا سيكون ضعيفًا ويمكن استبداله بسهولة بواسطة الحقول اللاحقة. جزء مركزي من مغناطيسية الصخور هو دراسة البقايا المغناطيسية، سواء كانت مغنطة طبيعية متبقية في الصخور التي تم الحصول عليها من الحقل والبقايا المستحثة في المختبر. فيما يلي قائمة بالبقايا الطبيعية الهامة وبعض الأنواع المستحثة صناعياً.

### مغنطة حرارية
عندما تبرد صخرة نارية، فإنها تكتسب مغنطة حرارية من حقل الأرض. يمكن أن يكون أكبر بكثير مما لو تعرض لنفس الحقل في درجة حرارة الغرفة. يمكن أن تكون هذه البقية أيضًا مستقرة جدًا، ودائمة دون تغيير كبير لملايين السنين. هو السبب الرئيسي الذي يجعل علماء المغنطيسية القديمة قادرين على استنتاج اتجاه وحجم مجال الأرض القديم.
إذا تم إعادة تسخين صخرة في وقت لاحق (نتيجة الدفن، على سبيل المثال)، يمكن استبدال جزء أو كل صخرة ببقايا جديدة. إذا كانت جزءًا فقط من البقايا، فإنها تُعرف باسم المغنطة الحرارية الجزئية. نظرًا لأنه تم إجراء العديد من التجارب لنمذجة طرق مختلفة للحصول على البقية، يمكن أن يكون ل معاني أخرى. على سبيل المثال، يمكن أيضًا الحصول عليها في المختبر عن طريق التبريد في مجال صفر إلى درجة حرارة.
النموذج القياسي هو كما يلي. عندما يبرد معدن مثل أكسيد الحديد الأسود تحت درجة حرارة كوري، فإنه يصبح مغناطيسيًا ولكنه غير قادر على تحمل البقايا على الفور. بدلاً من ذلك، فهو ذو مغنطيسية فائقة، ويستجيب بشكل عكسي للتغيرات في المجال المغناطيسي. لكي تكون البقية ممكنة، يجب أن يكون هناك تباين مغناطيسي قوي بما يكفي للحفاظ على المغنطة بالقرب من حالة مستقرة؛ وإلا فإن التقلبات الحرارية تجعل العزم المغناطيسي يتجول بشكل عشوائي. مع استمرار برودة الصخور، هناك درجة حرارة حرجة يصبح فيها التباين المغناطيسي كبيرًا بما يكفي للحفاظ على اللحظة من الشرود: تسمى درجة الحرارة هذه درجة حرارة الانسداد.

### مغنطة كيميائية (أو تبلور) متبقية
قد تترسب الحبيبات المغناطيسية من محلول دائري، أو تتشكل أثناء التفاعلات الكيميائية، وقد تسجل اتجاه المجال المغناطيسي في وقت تكوين المعدن. يقال إن الحقل تم تسجيله بواسطة مغنطة البقايا الكيميائية. عادةً ما يكون المعدن الذي يسجل الحقل هو الهيماتيت، وهو أكسيد حديد آخر. قد يكون للأحواض الحمراء، والصخور الرسوبية الكلسية (مثل الأحجار الرملية) التي تكون حمراء في المقام الأول بسبب تكوين الهيماتيت أثناء أو بعد التكوُّن الرسوبي، توقيعات مفيدة، ويمكن أن تعتمد الطباعة المغناطيسية على مثل هذه التوقيعات.

### مغنطة الترسيب المتبقية
قد تتماشى الحبيبات المغناطيسية في الرواسب مع المجال المغناطيسي أثناء الترسب أو بعده بفترة وجيزة؛ يُعرف هذا باسم مغنطة الحطام المتبقي. إذا تم الحصول على المغنطة أثناء ترسيب الحبوب، فإن النتيجة تكون مغنطة ترسبية متبقية؛ إذا تم الحصول عليه بعد فترة وجيزة من الترسيب، فهو عبارة عن مغنطة متبقية بعد الترسيب.

### مغنطة بقايا لزجة
المغنطة اللزجة المتبقية، والمعروفة أيضًا باسم المغناطيسية اللزجة، هي بقايا يتم الحصول عليها بواسطة المعادن المغناطيسية من خلال الجلوس في مجال مغناطيسي لبعض الوقت. يمكن تغيير المغناطيسية الطبيعية المتبقية للصخور النارية من خلال هذه العملية. لإزالة هذا المكون، يجب استخدام شكل من أشكال إزالة المغناطيسية التدريجية.

## تطبيقات المغناطيسية الصخرية
- المغناطيسية الحيوية.
- المغناطيسية البيئية.
- الشذوذ المغناطيسي.
- مغناطيسية الاختلاف العلماني الباليومغناطيسي.
- الصفائح التكتونية.
- تحليل بتروفابريك.
- فيزياء الصخور.
- الجيولوجيا الإنشائية.

## روابط خارجية
- معهد المغناطيسية الصخرية
- مجموعة UC Davis FORC، مقدمة لمخططات FORC